# Marie Minnaert
Marie Minnaert, née le 5 mai 1999, est une footballeuse internationale belge qui joue au poste de milieu de terrain au RSC Anderlecht.

## Biographie
En mai 2017, elle remporte la Coupe de Belgique avec l'AA Gand Ladies, en battant le RSC Anderlecht en finale. Par la suite, en avril 2019, elle remporte de nouveau la Coupe de Belgique, en s'imposant contre le Standard de Liège en finale.
Le 20 juin 2022, elle est sélectionnée par Ives Serneels pour disputer l'Euro 2022. Elle dispute trois des quatre rencontres de la Belgique durant le tournoi.
Le 29 avril 2023, Marie Minnaert devient championne de Belgique avec le RSC Anderlecht.

## Palmarès
En club
- Vainqueur de la Coupe de Belgique en 2017 et 2019 avec l'AA Gand Ladies
- Championne de Belgique en 2023 avec le RSC Anderlecht

 Équipe de Belgique
- Pinatar Cup (1) :
  - Vainqueur : 2022.